# Peter Comensoli
Peter Andrew Comensoli (Bulli, Nueva Gales del Sur, 25 de marzo de 1964) es un prelado australiano de la Iglesia Católica, nombrado noveno arzobispo de Melbourne el 29 de junio de 2018. Desde diciembre de 2014 había servido como el tercer obispo de Broken Bay en Nueva Gales del Sur. De 2011 a 2014  fue obispo auxiliar de la Arquidiócesis de Sídney.

## Biografía
Comensoli estudió en St Paul's College (ahora Holy Spirit), en Bellambi, Nueva Gales del Sur. Estudió Comercio en la Universidad de Wollongong mientras trabajaba durante el curso en el sector bancario, antes de pasar a estudiar Teología.

## Sacerdocio
Comensoli ingresó en el Seminario de San Patricio en 1986 y obtuvo una licenciatura en Teología en 1989 y una licenciatura en Teología Sagrada en 1991 por el Instituto Católico de Sídney. Fue ordenado sacerdote de la Diócesis de Wollongong en 1992 por William Edward Murray.  Comensoli obtuvo una Licenciatura en Teología Sagrada de la Academia Pontifícia Alfonsiana de Roma en 2000, una Maestría en Letras en filosofía moral de la Universidad de St Andrews en 2007 y un doctorado en Filosofía en ética teológica de la Universidad de Edimburgo en 2010.

## Episcopado
Comensoli fue nombrado obispo auxiliar de la Arquidiócesis de Sídney y obispo titular de Tigisis en Numidia por el Papa Benedicto XVI el 20 de abril de 2011.   Fue consagrado como obispo por el cardenal George Pell en la Catedral de Santa María en Sídney el 8 de junio de 2011, convirtiéndose en Australia el obispo más joven.
El 27 de febrero de 2014, el Papa Francisco nombró a Comensoli como administrador apostólico de la Arquidiócesis de Sídney tras el nombramiento del cardenal George Pell como prefecto de la recién formada Secretaría de Economía.  El 18 de septiembre de 2014, el papa Francisco nombró a Anthony Fisher nuevo arzobispo de Sídney, y Comensoli siguió siendo el administrador apostólico hasta la instalación de Fisher el 12 de noviembre.
El 20 de noviembre de 2014, el papa Francisco nombró a Comensoli como obispo de Broken Bay.  Su instalación tuvo lugar el 12 de diciembre.
El 29 de junio de 2018, Comensoli fue nombrado arzobispo de Melbourne.   Fue instalado el 1 de agosto.
Después de responder personalmente por George Pell al firmar una carta de apoyo en 2015 antes de la Comisión Real sobre Abuso Sexual Institucional Infantil, describiéndolo como un "hombre de integridad", Comensoli todavía considera que Pell es un amigo personal a pesar de su posterior condena como un delincuente sexual infantil.  Comensoli ha declarado que no rompería el secreto de confesión para confesiones que incluyen admisiones de abuso sexual.